# Festival Internacional de Poesía de Quetzaltenango
El Festival Internacional de Poesía de Quetzaltenango o FIPQ es un evento que consiste en la realización de lecturas públicas de poesía por parte de poetas de diversas partes del mundo en combinación con poetas de Guatemala en la ciudad de Quetzaltenango y en los departamentos vecinos. Alrededor de esta actividad principal se ejecutan diferentes expresiones artísticas y culturales.

## Historia
En el año 2003 se realizó el primer Festival Internacional de Poesía en Quetzaltenango (FIPQ), con la intención de dar a los jóvenes y ciudadanos en general, una nueva oportunidad de expresión, estableciendo un espacio de diálogo y convivencia de carácter intercultural, además de proponer una nueva visión de arte dentro de lo establecido; el evento fue organizado por el Grupo Literario Ritual, conformado por jóvenes poetas de la ciudad. La circunstancial disolución del grupo dio como resultado que solamente se realizara la segunda edición al año siguiente, quedando el proyecto sin continuidad. La Fundación Metáfora de El Salvador, cuyo presidente, Otoniel Guevara fuera miembro fundador del grupo Ritual, junto a Marvin García y otros, deciden dar continuidad a este proyecto a partir del año 2007 con el 3° FIPQ «Dos puños en la Tierra», dedicado a Otto René Castillo & Roque Dalton. En 2008 se realiza el 4° FIPQ «Animal del Monte», dedicado a Luis Alfredo Arango. En 2009 el 5° FIPQ «Asalto al Cielo», dedicado a Francisco Morales Santos. En 2010 toma lugar el 6° FIPQ «Los del Viento», dedicado a Isabel de los Ángeles Ruano; obteniendo buenos resultados y aceptación por parte de la sociedad quetzalteca en general. Al año siguiente tuvo lugar el 7.° FIPQ «A la memoria de Luis de Lion». En el año 2012 el 8.° FIPQ «Dedicado a Javier Payeras» tuvo lugar en la ciudad de Quetzaltenango del 7 al 11 de agosto. El 9.º FIPQ se llevó a cabo del 14 al 17 agosto de 2013 y fue dedicado a la escritora Carolina Escobar Sarti. Desde el año 2007 la Asociación Metáfora - literatura y arte de Quetzaltenango (personería jurídica en trámite) se hace cargo de organizar el evento.
El Festival Internacional de Poesía de Quetzaltenango (FIPQ) es un evento que se ha realizado  desde hace 15 años de forma ininterrumpida, la idea principal es presentar en Quetzaltenango y departamentos aledaños a poetas internacionales en combinación con poetas guatemaltecos en espacios como escuelas, colegios, universidades, cárceles, centros culturales, calles, parques, teatros, entre otros, con el fin de que el público tenga una experiencia en la que pueda cambiar su vida a través de la palabra poética, además busca contribuir a la reparación simbólica, a la construcción de la paz y mantener viva la memoria en Guatemala; todas las actividades que se realizan en el marco de esta celebración son de carácter libre y gratuito.
Durante estos años el FIPQ se ha consolidado, llegando a figurar como uno de los eventos más importantes de su tipo en América Latina y, esto es producto de un proceso profesional de gestión de recursos (financieros y técnicos), de investigación y de creación de alianzas con diferentes organizaciones públicas, privadas, agencias de cooperación internacional y humanitarias.  El FIPQ tiene cobertura de medios de prensa internacionales y nacionales, además de una convocatoria de más de 20 mil personas durante los 5 días en los que se lleva a cabo.
Durante estos años el FIPQ se ha consolidado, llegando a figurar como uno de los eventos más importantes de su tipo en América Latina y, esto es producto de un proceso profesional de gestión de recursos (financieros y técnicos), de investigación y de creación de alianzas con diferentes organizaciones públicas, privadas, agencias de cooperación internacional y humanitarias.  El FIPQ tiene cobertura de medios de prensa internacionales y nacionales, además de una convocatoria de más de 20 mil personas durante los 5 días en los que se lleva a cabo.
En el año 2011 el honorable Concejo Municipal de Quetzaltenango declaró en acuerdo municipal al FIPQ como Patrimonio de la ciudad, además se colocó una plaqueta en las afueras del Teatro Municipal, declarando este espacio como “La plaza de los poetas”.
En 2016 el Gobierno de Guatemala otorgó el cambio de la Rosa de la Paz al FIPQ, por medio del Director de Asociación Metáfora, Marvin García, por contribuir al fortalecimiento de la paz en el país.

## Ejes de Trabajo
Producción Artística – Festival Internacional de Poesía de Quetzaltenango
Producción Editorial – Metáfora Editores
Ciclos de Formación